# Hospital Pereira Rossell
El Hospital Pereira Rossell es uno de los principales centros hospitalarios de Uruguay. Ubicado en Montevideo, está conformado por el Hospital Pediátrico y el Hospital de la Mujer. Fue fundado en 1908 y lleva el nombre de sus impulsores, el matrimonio de Alejo Rossell  y Dolores Pereira. 

## Historia

El terreno comprendido entre la Avenida 18 de julio y el llamado entonces “Velódromo Uruguayo” fue donado a fines de 1900 por el matrimonio de Alejo Rossell y Rius y Dolores Pereira de Rossell con la finalidad de construir en el terreno un Hospital de Niños Pobres. 
En marzo de 1901 se concretó la importante donación de Desideria Parma de Beisso y su esposo  el doctor Alejandro Beisso, para la construcción de un pabellón totalmente equipado que sería destinado a Medicina General. 

En junio de 1905 se concretó el reglamento interno que regiría a la Institución. Se decidió designar al Hospital “Pereira-Rossell”, en honor al matrimonio donante del terreno quitándose el prefijo “de niños”: 
“…Para que sea destinado en parte a servicios de otra índole…”, de esta forma quedaba explícito en la ley el uso del predio para otros cometidos así como el carácter “…exclusivamente laico y ajeno a toda corporación o secta religiosa”. 
El 22 de febrero de 1908 fue inaugurada oficialmente la sección de niños con la presencia del Presidente de la República Doctor Claudio Williman.   
En esa época, el doctor Augusto Turenne, lideraba la formulación del proyecto de construcción de la Casa de Maternidad. El 25 de diciembre de 1909 se colocaría la piedra fundamental de la Casa de la Maternidad y Servicio de Protección Maternal. En 1915 fueron construidos los pabellones dedicados a la Obstetricia y Ginecología, y después tras una donación del doctor Enrique Pouey se instaló una unidad para radioterapia, finalmente, el 29 de mayo de ese mismo año, es inaugurada la Casa de Maternidad. 
El 12 de octubre de 1930 se construyó la Sección Niños, ese mismo mes,  se inauguró, contiguo al pabellón de Ginecología, el Pabellón de la sección de Curieterapia Ginecológica.

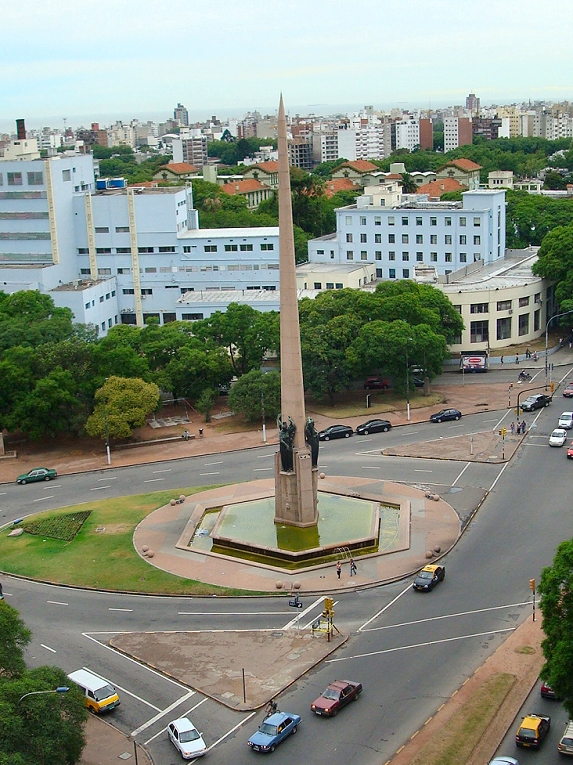
El Obelisco a los Constituyentes de 1830 y el Centro Hospitalario Pereira Rossell

En 1937 se construyó el nuevo pabellón, el llamado consultorio anexo “Alejandro Beisso”, destinado a asistencia externa y servicios administrativos.  
Años más tarde, en 1962 se comienza a construir el nuevo hospital de niños, iniciándose las obras el 30 de agosto de ese año siendo construyéndose dos pisos más proyectados por el arquitecto Oscar Brugnini en 1946. 
En 1993 comienza a construirse la Emergencia Pediátrica y durante la obra de excavación para su cimentación, fue hallada la piedra fundamental del Instituto de Clínica Pediátrica y de Puericultura que databa de 1930. La misma se abrió en febrero de 2008, con motivo de los 100 años del Hospital. La ampliación estuvo a cargo de la arquitecta Eneida de León.

## Hospital de la Mujer Paulina Luisi

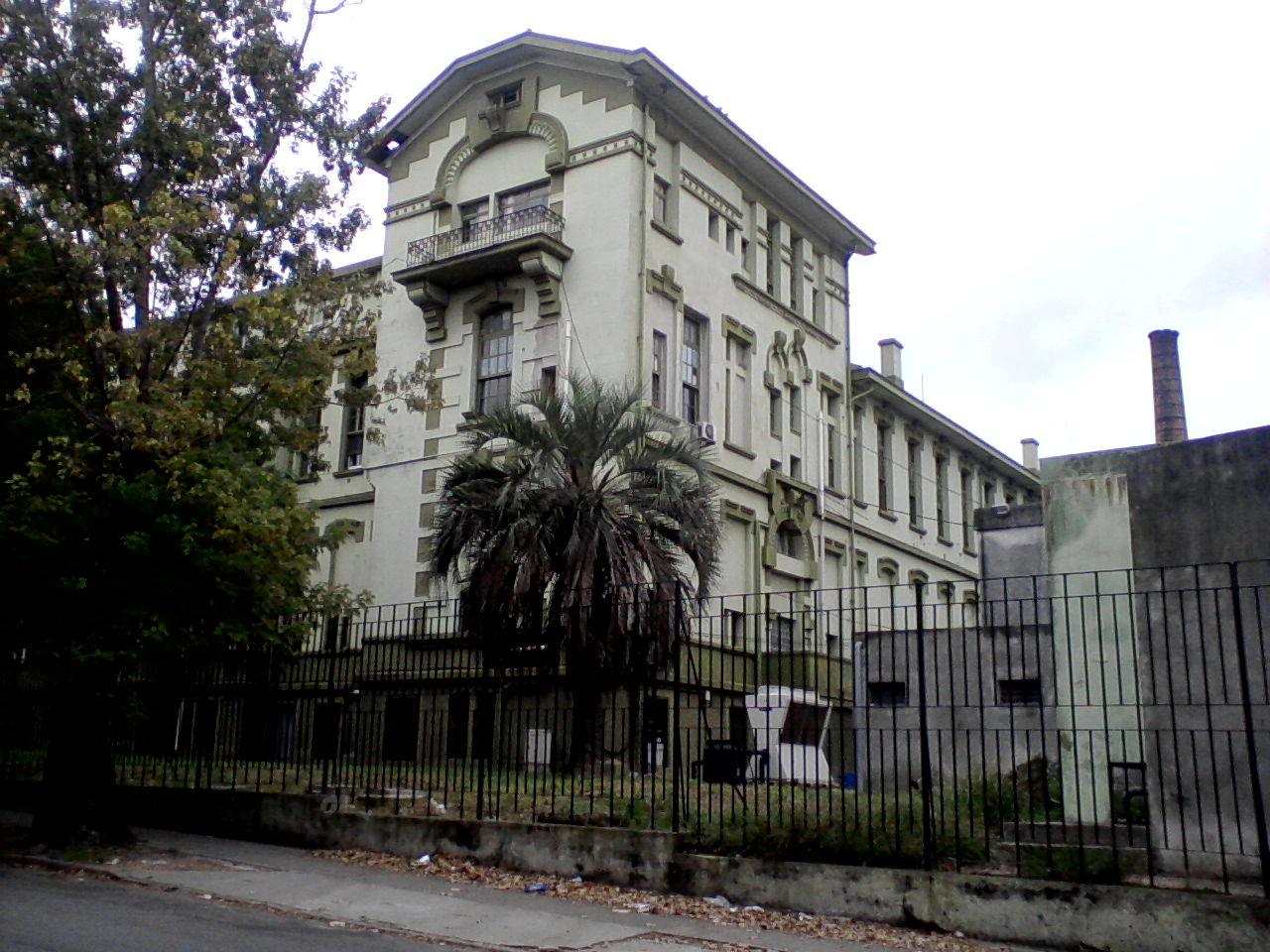

El hospital de la Mujer, que lleva el nombre en honor a la primera mujer en recibirse de médica Paulina Luisi, es un área dentro del Centro Hospitalario Pereira Rossel encargado de brindar atención en las especialidades de gineco-obstetricia y atención del recién nacido, cuenta con un Banco de Leche Humana y con un Hogar de Madres. Es el principal centro de formación de recursos humanos en salud vinculados con la perinatología, así como con la ginecología, por lo que varias unidades de la Facultad de Medicina desarrollan sus actividades en el mismo.

## Actualidad
El Hospital Pereira Rossell, comprometido con avanzar cada día en la mejora de la calidad de atención a la salud de la mujer, niños y adolescentes, vive un proceso de cambios que se enmarcan en una reorganización de las políticas de Estado en materia de salud. La propuesta del Sistema Nacional Integrado de Salud plasma la concreción de un proyecto que remite al futuro y que contiene como objetivos fundamentales la universalización al acceso de la salud y mayor equidad, apostando a la calidad en la asistencia y a dotar de mayor sustentabilidad a todo el sistema. 